# Nuevo Morelos, Michoacán de Ocampo
Nuevo Morelos är en ort i Mexiko.   Den ligger i kommunen Numarán och delstaten Michoacán de Ocampo, i den centrala delen av landet, 300 km väster om huvudstaden Mexico City. Nuevo Morelos ligger 1 683 meter över havet och antalet invånare är 130.
Terrängen runt Nuevo Morelos är platt norrut, men söderut är den kuperad. Runt Nuevo Morelos är det ganska tätbefolkat, med 54 invånare per kvadratkilometer. Närmaste större samhälle är La Piedad Cavadas, 17,5 km nordväst om Nuevo Morelos. I omgivningarna runt Nuevo Morelos växer huvudsakligen savannskog.